# Grand-Leez
Grand-Leez [gʀɑ̃le] (en wallon Grand-Lé) est une section de la ville belge de Gembloux située en Région wallonne dans la province de Namur.
C'était une commune à part entière avant la fusion des communes de 1977. 
Ce village compte 2 062 habitants. Il se prolonge au sud par le hameau de Petit-Leez.

## Géographie

### Hydrographie
Le village est arrosé par la rivière l'Orneau, affluent de la Sambre.

## Histoire
À l’époque romaine, la localité était reliée par un diverticulum à la chaussée romaine Bavai-Cologne : une importante colonie s’y était établie ainsi qu’en témoignent de nombreux vestiges (tumuli, poteries, monnaies) retrouvés dans le triangle Grand-Leez/Walhain/Baudecet. 
On trouve la première mention de Leez dans un acte daté de 805, dit « la villa de Leez », où le seigneur nommé Nebelong cède ses biens à l’abbaye de Saint-Denis, près de Paris. Après avoir appartenu à cette abbaye, puis à celle de Lobbes (868-869), et à nouveau à l’abbaye parisienne (980), le domaine tomba aux mains de seigneurs laïcs. Grand-Leez et Petit-Leez devinrent seigneuries hautaines du duché de Brabant.
Grand-Leez s’est formé à partir de deux seigneuries hautaines, relevant toutes deux du duché de Brabant, Grand-Leez et Petit-Leez. La distinction entre les deux villages ne remonte qu’au XIIe siècle, car, à l’origine, la dénomination commune était Lach (marais) ; des étendues marécageuses avaient succédé à un grand lac qui s’étendait des confins de Gembloux à Aische-en-Refail. L’ancien château féodal de Grand-Leez (démoli vers 1840) était construit sur pilotis au milieu d’un étang.
À la tête de Grand-Leez, on trouve d’abord les de Leez (XIe et XIIe siècles), de Grand-Leez, puis au XIVe siècle, les Diepenbeek et les Sombreffe (vers 1400), ensuite, après de nombreux propriétaires, les de la Marck à la fin du XVIe siècle qui vendent la seigneurie en 1614 à J. d’Argenteau, seigneur de Velaine-sur-Sambre. À la suite du mariage de M. d’Argenteau avec J.H.  de Corswarem, la seigneurie de Grand-Leez échoit à la famille de Looz-Corswarem en 1677.
La seigneurie hautaine de Petit-Leez appartenait au début du XIIe siècle à Henri de Petit-Leez, au XIVe siècle, à Arnould de Tillich (1311), au XVIe siècle, aux de Berlo. Au début du XIIe siècle, le prieuré de Wavre, dépendant de l’Abbaye d'Affligem, possédait de nombreux biens à Grand-Leez ; ceux-ci passèrent en 1175 à l’abbaye de Floreffe. Henri de Grand-Leez céda en outre aux moines 200 bonniers de bois à défricher ; mais les manants, se sentant lésés dans leurs droits d’usage, réclamèrent auprès du duc de Brabant. En 1191, Henri Ier trancha en accordant aux religieux prémontrés 100 bonniers. L’abbaye de Floreffe possédait donc une seigneurie et une Cour foncières à Grand-Leez. En 1618, J. d’Argenteau passa un accord avec les Prémontrés pour délimiter leurs droits respectifs : le domaine foncier des religieux englobait une ferme, quelques maisons, des terres et des bois ; le seigneur hautain se réservait les amendes de justice et les droits d’usage de la forêt. Il en allait de même à Petit-Leez où, dès 1311, Arnould de Tillich avait déterminé les droits respectifs des religieux de Floreffe et les siens.
La paroisse de Grand-Leez est fort ancienne ; au début du XIIe siècle, la perception des dîmes et la collation de la cure appartenaient au seigneur laïc ; en 1153, elles échurent au prieuré de Wavre et en 1175 à l’abbaye de Floreffe. Les Prémontrés de Floreffe desservirent la paroisse de Grand-Leez pendant tout l’Ancien Régime. C’est l’abbaye qui fit construire l’église actuelle, qui date de 1786, et le presbytère, qui remonte au XVIIIe siècle, La chapelle de Petit-Leez en dépendait, ainsi que le hameau de Petit-Manil.
La localité fut toujours essentiellement agricole, ainsi qu’en témoignent de grandes fermes anciennes comme celles de la Converterie, ancienne propriété de l’abbaye de Floreffe, la ferme dite de Légillon (Louis Gatot-Marchal) et la ferme de Repeumont (première moitié du XVIIIe siècle).* À la fin du XIXe siècle, de nombreuses améliorations furent apportées dans le domaine de la culture (drainage des champs, utilisation d’engrais chimiques, mécanisation, etc.). En 1834, sur une superficie communale de 1 289 ha, 1 082 sont consacrés à l’agriculture et 1 016 encore en 1959. En 1846, on dénombrait 366 exploitations et, en 1959, 306. Le nombre de personnes occupées dans l’agriculture était de 423 en 1846, 809 en 1895, 495 en 1929 et 323 en 1950. Combien aujourd’hui ?
La population était de 539 habitants en 1755 ; 873 en 1801 ; 1801 en 1846 ; 1 796 en 1910 ; 1 494 en 1961 ; 1 481 en 1976 ; environ 2 000 à l’époque actuelle.
Entre 1850 et 1860, environ 150 habitants de Grand-Leez émigrèrent aux États-Unis et s'installèrent près de la ville de Green-Bay dans le Wisconsin. Ils y fondèrent un village qui fut initialement baptisé Grandlez et s'appelle maintenant Lincoln (comté de Kewaunee).
Une des plus vieilles fermes du village est la ferme Casin, se situant rue Taille Antoine. Celle-ci date de la fin du XVIIIe siècle et est actuellement habitée par la famille Gillet.
Grand-Leez fut l'un des villages où eut lieu un des vols pour lesquels la bande noire fut jugée en 1862. En l'absence de son mari, des membres de la bande agressèrent Marie-Thérèse Noël pour lui dérober des biens.

## Patrimoine et culture

### Patrimoine architectural et naturel

#### Eglise Saint-Amand
Bâtie par l'abbaye de Floreffe par l'architecte J.-Fr. Wincqz et datée de 1786.

#### Château de Petit-Leez
Le château de Petit-Leez présente des constructions groupées autour d'une aire rectangulaire en briques et pierre bleue du XVIIe siècle au XXe siècle, remaniées et assez sèchement restaurées. On y accède par un portail en plein cintre à l'angle nord-ouest. Au sud, un important logis de style traditionnel, daté au premier niveau de 1618 sur une dalle aux armes des comtes de Grimberghe, est flanqué de deux tours de cinq niveaux. À droite du logis, les étables auxquelles est accolée une tour massive de deux niveaux remontent à la première moitié du XVIIe siècle. Les côtés nord et est datent des XIXe et XXe siècles, à l'exception d'un portail à l'est, daté 1673 à la clé.
Actuellement, le château de Petit-Leez abrite en son sein diverses activités : D’une part, la Dieleman Gallery qui se consacre essentiellement à la sculpture. On y retrouve aussi bien les grands noms des XIXe et XXe siècles que le talent d’artistes contemporains du Zimbabwe. 
D’autre part, EXIT11Contemporary Art, se spécialise dans l’art actuel et  propose tout au long de l’année des expositions solo d’artistes de renommée internationale. 
Le Château de Petit-Leez propose aussi la location de certaines de ses salles et accueille tous types d'évènements.

#### Ferme de la Converterie
Située à l'ouest du village construction traditionnelle du milieu du XVIIIe siècle, ancienne propriété de l'abbaye de Floreffe.

#### Moulin Defrenne

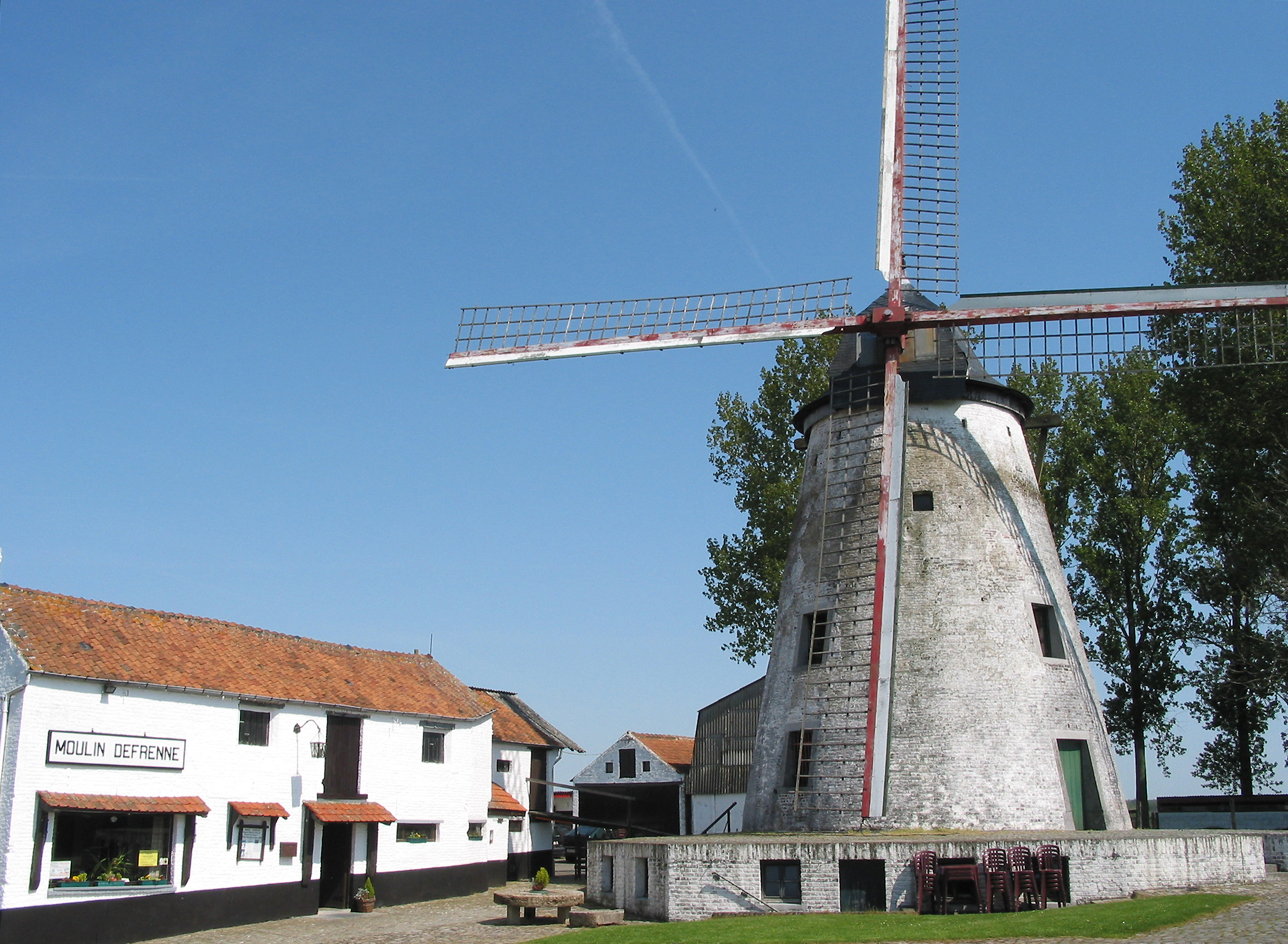
Le moulin Defrenne (1830).

Classé comme monument le 17 octobre 1962 et restauré en 1990 grâce à une très large contribution des pouvoirs publics, ce moulin à vent circulaire et taluté fut bâti en briques en 1830.
Le moulin est encore en fonction et le meunier accueille les visiteurs. Le froment est moulu sur des meules en pierre naturelle actionnées à l'électricité ou au vent par temps favorable. Les amateurs de pain complet peuvent se régaler.

#### Étang
L'étang est une création récente, reliquat de la construction de l'autoroute E411. L'endroit a en effet été utilisé comme carrière de sable, et celle-ci s'est transformée en étang grâce à de nombreuses sources. Autrefois, les gens pouvaient s'y baigner mais il y a eu plusieurs accidents d'hydrocution en juillet 1976. Les baignades y ont été interdites le 7 juillet 1976. Actuellement, il est consacré à la pratique de la pêche.